# Shih Tzu
Lo Shih Tzu (獅子犬S, shīzi quǎnP, oppure 獅子狗S, shīzi gǒuP) è una razza canina di origine cinese riconosciuta dalla FCI (Standard N. 208, Gruppo 9, Sezione 5).

## Etimologia

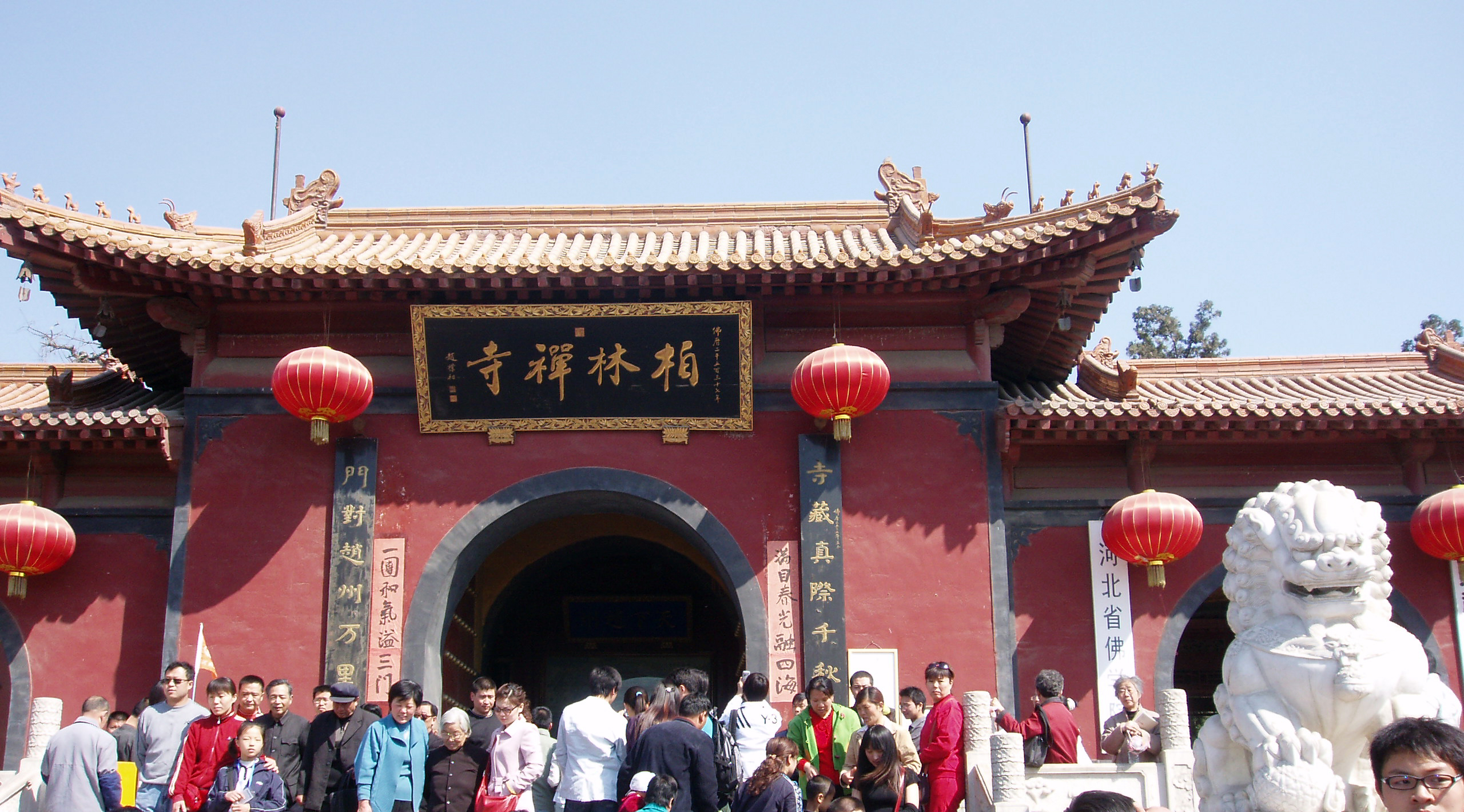
Lo Shih Tzu venne allevato per assomigliare ai leoni di pietra guardiani dei templi e degli edifici istituzionali, come questo tempio di Shijiazhuang, Hebei.

獅子, Wade-Giles shih tzu, pinyin moderno shīzi, significa "piccolo leone", "cucciolo di leone" o "figlio del leone" in cinese. Il nome completo cinese 獅子犬 shīziquǎn o 獅子狗 shīzigǒu significa quindi "cane figlio del leone". Questa razza venne appositamente allevata per assomigliare al "leone così come rappresentato nell'arte orientale". In Cina è anche noto come 西施犬 xīshīquǎn, ossia "cane di Xi Shi" (una delle quattro famose bellezze dell'antica Cina), ma il carattere 西 xi significa anche "occidente", quindi "cane leone occidentale", essendo stato importato in Cina dal Tibet, a occidente, per distinguerlo dal Pechinese, anch'esso noto, tra i vari nominativi, come shiziquan. Nel mondo anglofono è noto anche come "cane crisantemo" (Chrysantemum Dog) per la conformazione dei peli del muso.

## Origine
Documenti e disegni risalenti al XVI secolo mostrano dei piccoli cani somiglianti a dei leoni in miniatura. Nel XVII secolo i cani sono stati portati dal Tibet alla Città Proibita di Pechino, divenendo il cane preferito dalla corte imperiale cinese. Lo Shih Tzu è imparentato con il Lhasa Apso tibetano, conservando un'estrema somiglianza fisica con esso. Esemplari di Shih Tzu venivano donati dai monaci tibetani agli imperatori come omaggio accompagnato dalla benedizione. Fino al 1912, anno in cui la Cina da impero divenne repubblica, questa razza non venne mai esportata; il primo esemplare esportato fu in Inghilterra nel 1931 da Daphne du Maurier, scrittrice e poetessa britannica. Venne riconosciuto dagli standard internazionali come razza separata dalle altre razze cinesi nel 1934.
Nonostante la piccola taglia è molto robusto. Come il Lhasa Apso ha un sottopelo lanoso, ricoperto da un manto lungo e setoso. Cane dallo sguardo fiero, ha il pelo sopra il naso che cresce verso l'alto, donandogli un muso dall'apparenza di "crisantemo". La testa è arrotondata con abbondante barba e baffi.
Il muso è corto e peloso e il naso è nero. Lo stop è ben definito. Gli occhi sono grandi, rotondi e nella maggior parte dei casi sono scuri. Le orecchie cadenti sono ricoperte da pelo. I denti devono chiudersi in un morso a tenaglia. Il top-line è uniforme e il corpo è un po' più lungo dell'altezza al garrese. La rimozione dello sperone è facoltativa. La coda a pennacchio si arriccia sulla parte posteriore.
L'altezza dell'adulto è generalmente compresa tra 25 e 28 cm, il peso tra 4 e 8 kg.

## Colorazione del pelo
Lo standard dello Shih Tzu ammette le seguenti colorazioni: "rosso, fulvo, sesamo, bianco, pezzato, grigio, nero, miele, leggero, arlecchino, albicocca, argento, marrone, arancio, marroncino, cannella, dorato, bronzo, sabbia, ambra".

## Temperamento
Ama stare con le persone e si adatta anche agli altri animali. È intelligente, reattivo e vigile. Si affeziona moltissimo alla propria famiglia nei confronti della quale è molto geloso e si dimostra subito molto dolce. Verso gli estranei si dimostra solo inizialmente sospettoso e guardingo. È abbastanza testardo, tuttavia risponde a qualsiasi ordine gli venga assegnato in modo intelligente e soddisfacente. Ottimo cane da compagnia, abbaia pochissimo eccetto per le necessità.

## Problemi di salute
Tendono ad avere un respiro affannoso e a volte russano. Alcuni esemplari che derivano da particolari linee di sangue sono predisposti ad avere problemi alle orecchie, agli occhi e all'apparato respiratorio. Un altro problema può essere l'ernia del disco causata dai piedini posteriori che sono corti. I loro denti necessitano di accurate visite veterinarie in quanto tendono a cadere presto. Può avere malattie agli occhi come il glaucoma, che va curato con dei medicinali prescritti dal veterinario.

## Condizioni di vita
Questi cani sono adatti alla vita d'appartamento e si possono trovare a loro agio anche senza un giardino: sono sufficienti un paio di passeggiate quotidiane. Soffrono il caldo: pertanto si deve evitare di esporli a temperature troppo elevate ed è raccomandabile accorciare leggermente il pelo nei mesi estivi, evitando di tosarlo perché il pelo lungo fa sì che la sua cute sia in parte protetta dai raggi del sole.

## Alimentazione
Si deve evitare di dare troppo da mangiare al cane: sono sufficienti circa un centinaio di grammi di carne, riso o verdure ogni giorno, a seconda dell'attività fisica del cane, cercando di variare il meno possibile l'alimentazione.

## Mantenimento
Lo Shih-Tzu deve essere mantenuto pulito, specialmente lungo il contorno degli occhi e delle orecchie. Infatti lo Shih-Tzu ha gli occhi particolarmente sensibili: esistono in commercio delle gocce speciali per problemi agli occhi. Lo Shih-Tzu è il cane adatto per chi soffre di allergia al pelo in quanto ne perde pochissimo. Inoltre deve essere lavato ogni 7-15 giorni con prodotti per cani a pelo lungo e spazzolato ogni giorno per evitare i nodi e la conseguente caduta dei peli.

## Longevità
Mediamente la prerogativa di vita dello Shih-Tzu varia tra i 10 ed i 14 anni, ma esistono casi in cui si è arrivati fino a 22 anni di età.